# Cavala (unidade regional)
Cavala (em grego: Καβάλα; romaniz.: Kavála) é uma unidade regional da Grécia, localizada na periferia da Macedônia Oriental e Trácia. Sua capital é a cidade de Cavala.